# Richard McTaggart
Richard McTaggart (Dundee, 15 oktober 1935 – 9 maart 2025) was een Brits bokser. Hij werd olympisch kampioen in de lichtgewichtklasse op de Olympische Spelen van 1956 en won 4 jaar later het brons op de Olympische Spelen van 1960. Hij verloor in de halve finale van Kazimierz Paździor. Ook won hij goud op de Europese kampioenschappen boksen in 1961. In 1964 deed hij mee aan de Olympische Spelen in de halfweltergewichtklasse. Hij verloor in de derde ronde van de uiteindelije winnaar Jerzy Kulej.
McTaggart wist vijf keer het Brits amateurkampioenschap (ABA) te winnen. In 1985 werd hij lid van de Orde van het Britse Rijk. Hij was de coach van het Schotse boksteam van de Gemenebestspelen in 1990.
Dick McTaggart overleed op 9 maart 2025 op 89-jarige leeftijd.

## Erelijst

### Olympische Spelen
- 1956 in Melbourne, Australië (−60 kg)
- 1960 in Rome, Italië (−60 kg)

### Europese kampioenschappen
- 1961 in Belgrado, Servië (–60 kg)

1904: Harry Spanger ·
1908: Frederick Grace ·
1920: Samuel Mosberg ·
1924: Hans Jacob Nielsen ·
1928: Carlo Orlandi ·
1932: Lawrence Stevens ·
1936: Imre Harangi ·
1948: Gerald Dreyer ·
1952: Aureliano Bolognesi ·
1956: Richard McTaggart ·
1960: Kazimierz Paździor ·
1964: Józef Grudzień ·
1968: Ronald W. Harris ·
1972: Jan Szczepański ·
1976: Howard Davis Jr. ·
1980: Ángel Herrera ·
1984: Pernell Whitaker ·
1988: Andreas Zülow ·
1992: Oscar de la Hoya ·
1996: Hocine Soltani ·
2000: Mario Kindelán ·
2004: Mario Kindelán ·
2008: Aleksej Tisjtsjenko ·
2012: Vasyl Lomatsjenko ·
2016: Robson Conceição ·
2020: Andy Cruz ·
2024: Erislandy Álvarez